# Новий Охендзин
Новий Охендзин (пол. Nowy Ochędzyn) — село в Польщі, у гміні Сокольники Верушовського повіту Лодзинського воєводства.
Населення — 477 осіб (2011).
У 1975-1998 роках село належало до Каліського воєводства.

## Демографія
Демографічна структура станом на 31 березня 2011 року:
|          | Загалом | Допрацездатний вік | Працездатний вік | Постпрацездатний вік |
| -------- | ------- | ------------------ | ---------------- | -------------------- |
| Чоловіки | 244     | 49                 | 173              | 22                   |
| Жінки    | 233     | 46                 | 143              | 44                   |
| Разом    | 477     | 95                 | 316              | 66                   |